# Chalbi Desert

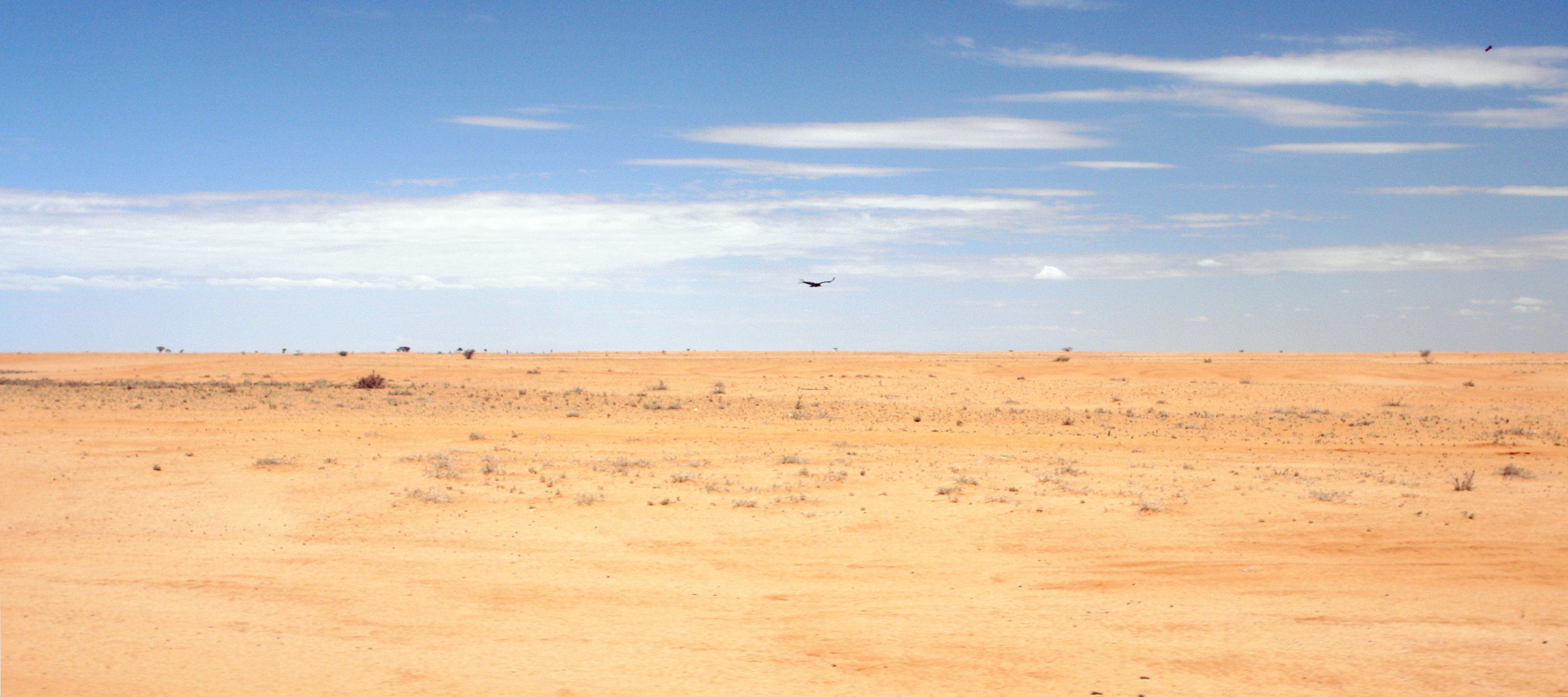
Panorama pustyni Chalbi

Chalbi Desert – mała pustynia o powierzchni około 100 000 km² w hrabstwie Marsabit w północnej Kenii, położona w pobliżu granicy z Etiopią. Znajduje się na wschód od Jeziora Rudolfa. Najbliższym większym siedliskiem ludzkim jest Marsabit. Na terenie pustyni znajduje się oaza Kalacha.
Południowa część pustyni zamieszkiwana jest przez lud Rendille, a wschodnia część przez lud Gabbra.
Pustynię stanowi najpewniej dno wyschniętego jeziora. Jego nazwa w dialekcie Gabbra znaczy pusty i słony.